# Bristol (Virginia)
Bristol (oficialmente como City of Bristol), fundada en 1890, es una de las 39 ciudades independientes del estado estadounidense de Virginia. En el año 2000, la ciudad tenía una población de 17,367 habitantes y una densidad poblacional de 519.8 personas por km². Bristol forma parte del área metropolitana de Kingsport, al igual que la ciudad hermana de Bristol (Tennessee). Anteriormente se llamaba Goodson, pero cambió de nombre a Bristol (en honor a Bristol, Inglaterra) en 1890.

## Geografía
Según la Oficina del Censo, la ciudad tiene un área total de 34,1 km² (13,2 mi²), de la cual 33,4 km² (12,9 mi²) es tierra y 0,7 km² (0,3 mi²) (2.05%) es agua.

## Demografía
Según la Oficina del Censo en 2000, los ingresos medios por hogar en el condado eran de $27,389, y los ingresos medios por familia eran $34,266. Los hombres tenían unos ingresos medios de $28,420 frente a los $20,967 para las mujeres. La renta per cápita para el condado era de $17,311. Alrededor del 16.2% de la población estaban por debajo del umbral de pobreza.